# Kathedrale von Mende

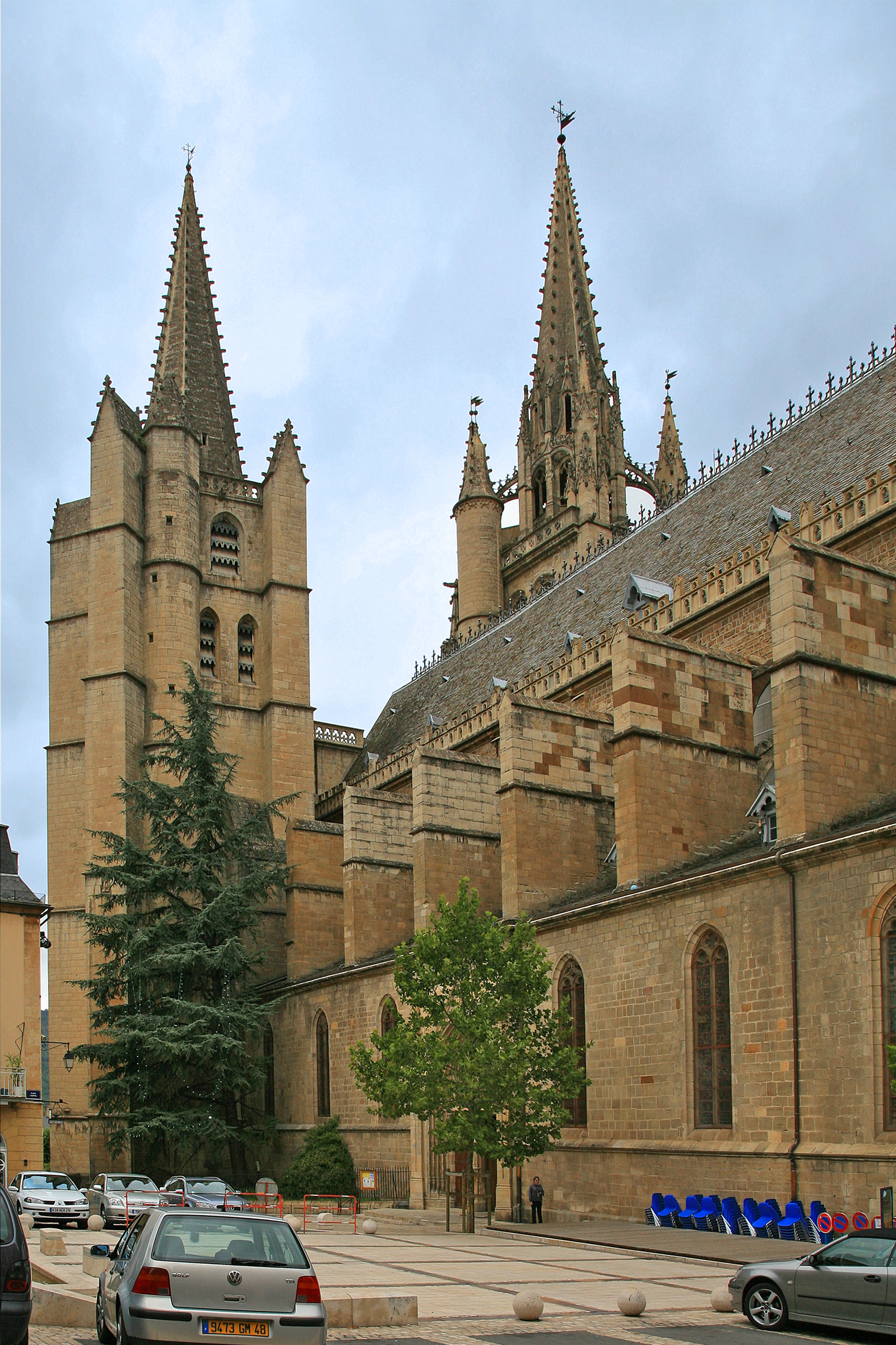
Kathedrale von Mende

Die Kathedrale von Mende oder die Kathedrale Unserer Lieben Frau und St. Privatus (französisch Cathedrale Notre-Dame-et-Saint-Privat) ist eine Kirche in der französischen Stadt Mende im Département Lozère in Okzitanien. Die Kathedrale des Bistums Mende wurde neben Maria dem hl. Privatus von Mende gewidmet, über dessen Grab sie errichtet worden sein soll. Die gotische Kirche wurde in den Hugenottenkriegen stark beschädigt und musste zu Beginn der 17. Jahrhunderts zu großen Teilen wiederaufgebaut werden. 1874 erhielt sie den Rang einer Basilica minor und ist seit 9. August 1906 als Monument historique denkmalgeschützt. Bemerkenswerte Ausstattungsstücke sind eine Madonnenstatue aus dem 12. Jahrhundert, eine Orgel und ein Chorgestühl aus dem 17. Jahrhundert und Tapisserien aus der Werkstatt d'Aubusson (1706–1708).

## Geschichte

### Die Vorgängerkirchen
Bischof Privatus von Mende war bei der Eroberung der Gegend durch die Alemannen im 3. Jahrhundert auf den Mont Mimat geflohen, der die Siedlung Mimate (heute Mende) überragte. Dort zerstörten die Alemannen seine Klause, und Privatus starb nach der Überlieferung von Gregor von Tours als Märtyrer. Über seinem Grab am Fuß des Mont Mimat wurde bereits früh eine Kirche errichtet, deren Ort aber nicht sicher festzustellen ist und nicht dem der Kathedrale entsprechen muss. An deren Stelle, dem heutigen Place Urbain V., finden sich aber Belege für drei Vorgängerkirchen. Die erste davon aus der karolingischen Zeit wurde vor der Mitte des 10. Jahrhunderts durch Étienne I., Bischof des Gévaudan, durch ein Kirchengebäude im vorromanischen Stil ersetzt (erste Erwähnung 951). Diese diente ihrem Zweck bis zu ihrer Zerstörung durch einen Brand um 1100. Aldebert II. de Peyre (Bischof bis 1123) erbaute eine dritte romanische Kirche von beträchtlich größeren Ausmaßen. Zu Zeiten von Bischof Aldebert III. du Tournel (1153–1187) war diese von mehreren Wohnhäusern von Landesherren umgeben. Am heutigen Place Urbain V. befand sich z. B. das Castel-Frag, das Schloss der Grafen von Barcelona, die durch die Heirat von Raimund Berengar III. mit Dulcia von Gévaudan auch diesen Grafentitel erworben hatten. 1163 besuchte Papst Alexander III. auf dem Weg zum Konzil von Tours diese dritte Kirche.

### Baubeginn
1310 wurde in Grizac im Gévaudan Guillaume de Grimoard geboren. Nach einem Jurastudium trat Guillaume in den Benediktinerorden ein und wurde 1362 unter dem Namen Urban V. zum Papst gewählt. 1364 ordnete König Karl V. an, dass im Gévaudan eine allgemeine Zählung der Haushalte vorgenommen werden sollte. Jeder Haushalt sollte laut dieser Verordnung einen Gulden an Urban V. zahlen, der plante, die Kathedrale wiederherzustellen. Im August 1366 setzte Urban Pierre d’Aigrefeuille, der ihm sehr nahe stand, an die Spitze des Bistums. Eine der Aufgaben von Bischof d'Aigrefeuille bestand darin, mit einem Budget von 20.000 Gulden große Bauarbeiten zur „Verherrlichung“ der Kathedrale in Angriff zu nehmen. Der Bau ging gut voran, bis ihn eine Brandkatastrophe größtenteils zerstörte. Urban V. versetzte Bischof d'Aigrefeuille nach Avignon und übernahm selbst das Bistum von Mende, um mit einem neuen Budget, das sonst dem Bischof zugeflossen wäre und das er nun selbst verwaltete, von neuem zu beginnen. 1369 wurde erneut der Grundstein zu der gotischen Kathedrale gelegt und Pierre Morel aus Mallorca, einer der Baumeister der Abtei La Chaise-Dieu, zum Baumeister bestellt. Die Arbeiten begannen am Ostchor, doch nach dem Tod Urbans 1370 kam der Bau nach und nach zum Erliegen und ruhte aufgrund des Hundertjährigen Krieges 60 Jahre lang gänzlich. Das Kirchenschiff über dem Grab des Hl. Privatus war nur teilweise aufgerichtet, der Chor unvollendet, doch alles reich verziert dank der Geschenke Papst Urbans V. Dieser hatte der Kathedrale außerdem einen Dorn aus der Dornenkrone Christi und den Kopf des Heiligen Blasius in einem silbernen Reliquiar geschickt.
Neben diesen äußerst wertvollen, vom Papst gestifteten Gegenständen gab es laut einem Inventarverzeichnis von 1380 auch viele kleine Gegenstände für Prozessionen und den Gottesdienst sowie mehr als 30 Teppiche. Wegen Geldmangels wollte das Domkapitel einen Teil dieses Schatzes verkaufen, um den Bau der Kathedrale fortsetzen zu können. Der vom Heiligen Stuhl gestiftete Schatz war jedoch unveräußerlich, und Kardinal Anglic de Grimoard, der Bruder Urbans V., kam persönlich nach Mende, um das Kapitel von dieser Tat abzuhalten. 1392 fügte König Karl VI. der päpstlichen Drohung mit der Exkommunikation den Befehl an den Seneschall von Beaucaire hinzu, die Domherren zu bestrafen.

### Vollendung des Chors und Weihe

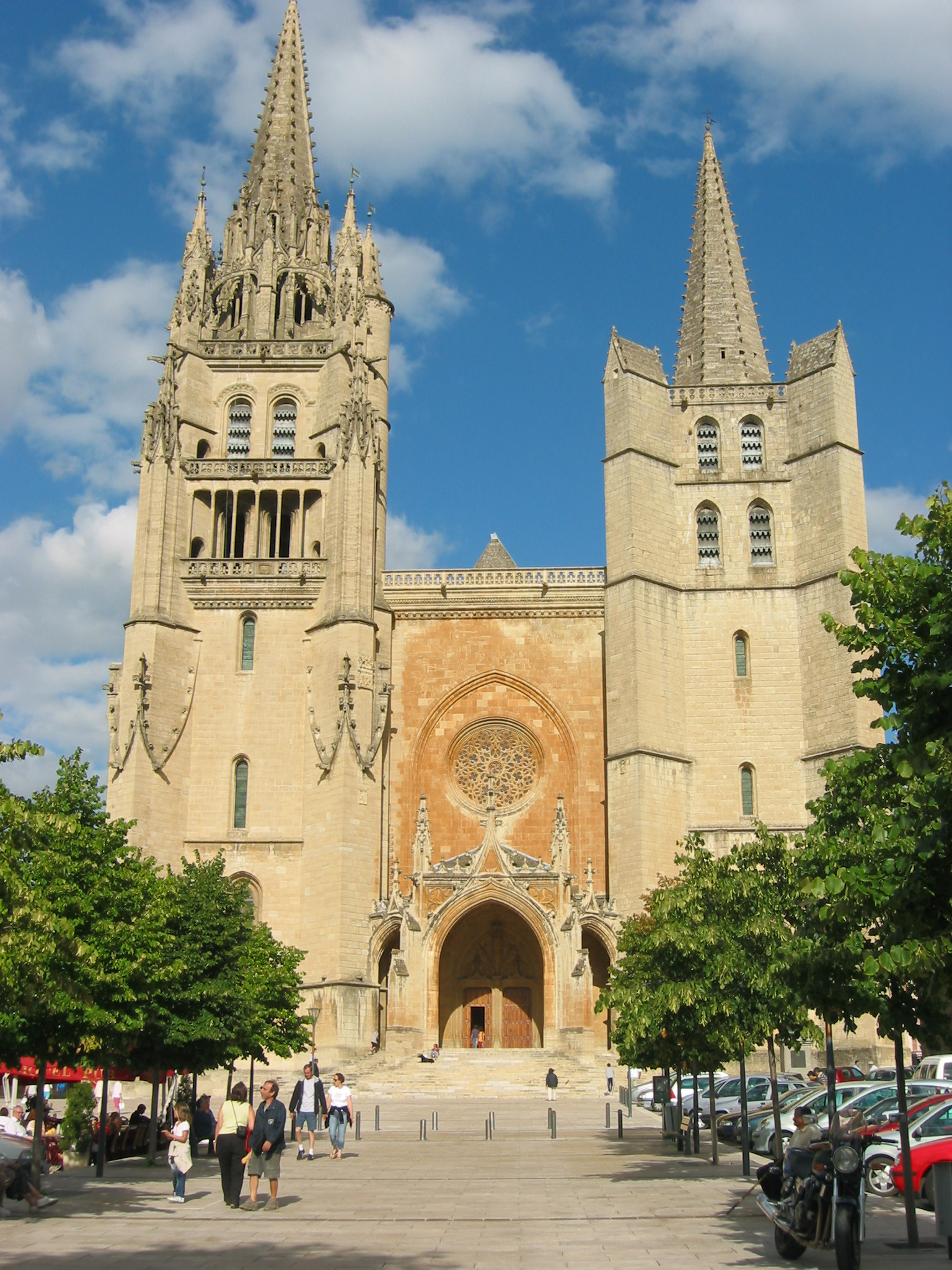
Die Glockentürme der Kathedrale, links der des Bischofs, rechts der schlichtere des Domkapitels

1452 wurden vom Domkapitel von Mende die Bauarbeiten wieder aufgenommen. Am 7. September dieses Jahres legte Galabert de Cenaret den Grundstein für die Vollendung des Chors. Das Bauwerk wurde 1466 fertiggestellt und am 2. August 1467 wurde es von Bischof Guy de La Panouse geweiht. 1468 wurde von Glasermeister Guillaume Papillon aus Toulouse mit dem Einsetzen der Fenster begonnen, das 1470 abgeschlossen war. Im Jahr 1487 wurde das Kirchenschiff schließlich noch um zwei Joche verlängert.

### Die Glockentürme
1508 beschloss Bischof Francesco Grosso della Rovere den hölzernen Glockenturm der Kathedrale auf seine Kosten durch einen aus Stein zu ersetzen. Das Domkapitel stimmte dem zu und wollte selbst einen zweiten gleichen Turm errichten. Anfangs bestand der Plan, die Türme am Chor der Kirche über zwei fünfeckigen Kapellen zu erbauen, jedoch erwiesen sich die Fundamente an dieser Stelle als nicht tragfähig genug. Der Grundstein für den großen Glockenturm wurde am 2. August 1508 vom Präfekten des Domkapitels, Antoine de la Roquette, gelegt, derjenige für den zweiten Turm am 13. Juli 1509. 1512 waren beide Türme fertiggestellt, derjenige des Bischofs mit einer Höhe von 84 m, der des Domkapitels infolge erschöpfter Geldmittel nur mit einer Höhe von 65 m.
Francesco Grosso della Rovere ließ 1516 die Glocken von Glockengießern aus Clermont-Ferrand und Lyon vor Ort herstellen, darunter auch die „Non-Pareille“, die damals als schwerste Glocke der Christenheit galt. Sie hatte eine Höhe von 2,75 m und wog nach damaligem Maß 500 quintaux, was etwa 12,5 Tonnen entspricht. Der Schall der Glocke war noch in einer Entfernung von 16 km von Mende zu hören. Ihr Klöppel steht heute noch in der Kathedrale.

### Die Zerstörung der Kathedrale
1572 wurde beim Massaker der Bartholomäusnacht auch Baron Astorg de Cardeillac de Peyre in den Gemächern des Königs getötet. Seine Witwe heuerte einen jungen hugenottischen Hauptmann namens Mathieu Merle an, um den Tod ihres Gemahls zu rächen. Dieser eroberte nach und nach den Norden des Gévaudan und versuchte ab 1577 Mende einzunehmen. An Weihnachten 1579 gelang es Merle, mit seinen Truppen in die Stadt einzudringen, während die Verteidiger um Mitternacht die Christmette besuchten. Um Material für Kanonen, Kugeln und Kolubrinen zu gewinnen, ließ er alle Glocken, darunter auch die „Non-Pareille“ einschmelzen. Im weiteren Verlauf der Hugenottenkriege wurde die Kathedrale 1581 im Rahmen einer Schutzgelderpressung von 4000 Écus, die die Bürgerschaft nicht aufbringen konnte, durch die Zerstörung zentraler Stützen von Merles Truppen schwer beschädigt; nur die Türme blieben unversehrt. Um seine Drohung umzusetzen, war Einfallsreichtum gefragt: Die Stützpfeiler wurden von unten bearbeitet und jeder einzelne Stein, der entfernt wurde, wurde sofort durch einen Holzklotz ersetzt. Nach dem Austausch zahlreicher Steine wurden Bündel von Ästen im Kirchenschiff verteilt und angezündet. Beim Verbrennen gaben die Holzklötze unter dem Gewicht des Gewölbes nach und die Gebäudestruktur stürzte in sich zusammen. Um die von Mathieu Merle gewählte Residenz, nämlich das an die Kirche angrenzende Bischofspalais zu schützen, wurden die Türme verschont.

### Der Wiederaufbau
Auf Betreiben von Bischof Adam de Heurtelou erfolgte bereits zwischen 1599 und 1605 der Wiederaufbau. Dieser geschah „ohne Mode und Zierrat“, also ganz nach den ursprünglichen Plänen. Die Kirche wurde ab 1605 wieder genutzt, die neue Kirchweihe fand jedoch erst am 10. Oktober 1620 statt. Die damals geschaffenen Buntglasfenster einschließlich einer Fensterrosette wurden 1793 zerstört.

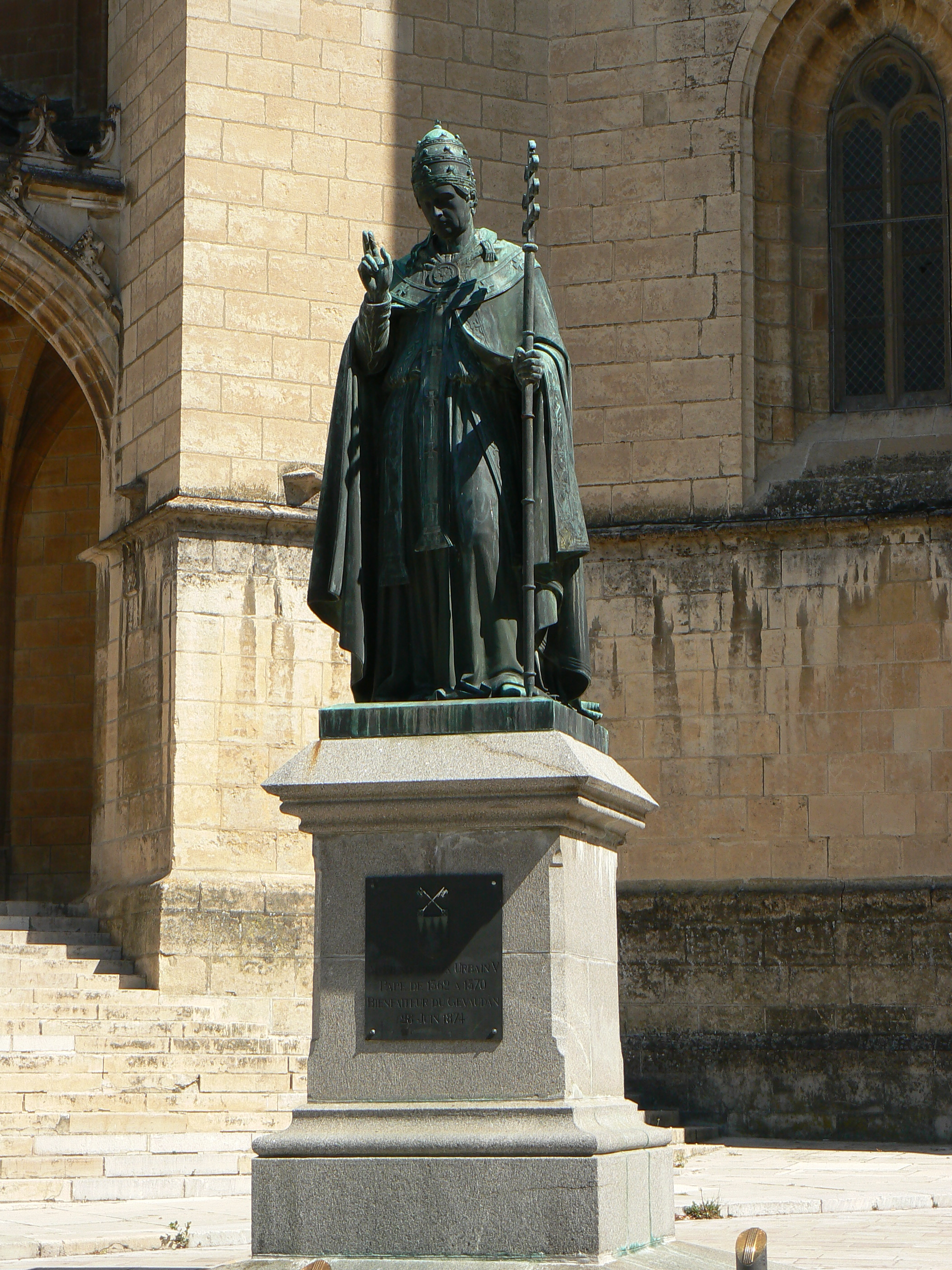
Statue von Papst Urban V. vor der Kathedrale

1605 war die Kathedrale Schauplatz einer Abrechnung: In den États de Gévaudan stritten sich der Baron von Randon, Armand de Polignac, und Baron Philippe d'Apchier. Philippe, Anführer der Heiligen Liga im Gévaudan, wurde wenige Tage später am 18. Januar 1605 während der Messe erstochen. Sein Mörder war Annet de Polignac, Baron von Villefort, Armands jüngerer Bruder.
1692 gab Bischof François-Placide de Baudry de Piencourt für die Kathedrale die Tapisserien mit Szenen aus dem Neuen Testament bei d'Aubusson in Auftrag, die noch heute das Kirchenschiff schmücken. Die acht Teppiche wurden zwischen 1706 und 1708 fertiggestellt und zeigen Szenen aus dem Leben Marias: ihre Geburt, ihren Tempelgang, die Verkündigung, den Besuch bei Elisabeth, die Geburt Jesu in Bethlehem, die Anbetung der Hirten, die Anbetung der Heiligen drei Könige und die Darstellung Jesu im Tempel.

### Moderne Hinzufügungen
Während der französischen Revolution wurde der kleinere Glockenturm umgebaut, um als Gefängnis dienen zu können. Es dauerte jedoch bis ins Jahr 1815 bis das Projekt vollendet war und der Turm diese Funktion übernahm. Der berühmteste unter den Gefangenen war Marschall Nicolas Jean-de-Dieu Soult, dem von Napoleon der Titel Herzog von Dalmatien verliehen worden war. 1825 wurde ein neuer Altar geweiht, der komplett aus weißem Marmor bestand. Um 1880 wurde unter Bischof Julien Costes die Kathedrale durch ein neugotisches Portal im Süden ergänzt. Sein Bischofswappen ist oberhalb des Tympanons zu sehen.
Im Juni 1874 wurde die Kathedrale von Mende durch eine päpstliche Urkunde (Breve) in den Rang einer Basilica minor erhoben. Ebenfalls 1874 wurde auf dem Vorplatz der Kathedrale, der seither den Namen Place Urbain V trägt, die Statue dieses Papstes aufgestellt, der so sehr mit der Kathedrale verbunden war. Seither wurde sie aus der Mittelachse des Hauptportals seitlich vor den kleineren Glockenturm versetzt. Der Sockel trägt die Inschrift "Au bienheureux Urbain V / Pape de 1362 à 1370 / Bienfaiteur du Gévaudan / 28 juin 1874” ("Dem seligen Urban V. / Papst von 1362 bis 1370 / Wohltäter des Gévaudan / 28. Juni 1874").

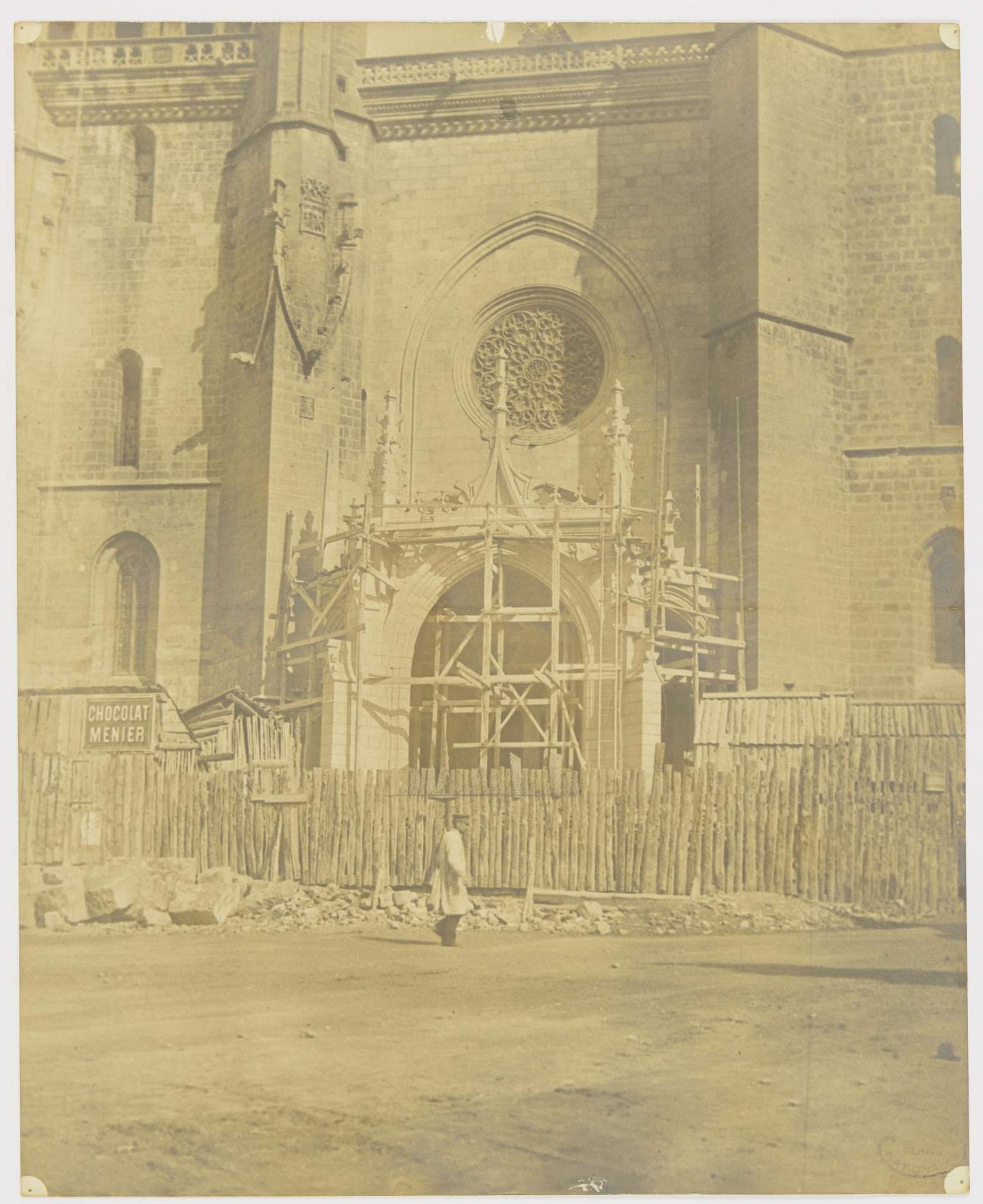
Foto von 1901 von den Bauarbeiten an der Vorhalle (Archives nationales)

Gegen 1900 wurden vom Architekten Charles Laisné die Glasfenster und auch die Fensterrosette, ein Werk des Glaskünstlers Émile Hirsch, wiederhergestellt. In den ersten Jahren des 20. Jahrhunderts wurde auch die Vorhalle vor dem Hauptportal errichtet, wo vorher das Glöcknerhäuschen stand. Durch diesen Vorbau werden bei Beerdigungen die Körper der Verstorbenen hereingetragen. Am 9. August 1906 wurde die Kathedrale als Monument historique aufgenommen.

## Architektur

Grundriss der Kathedrale

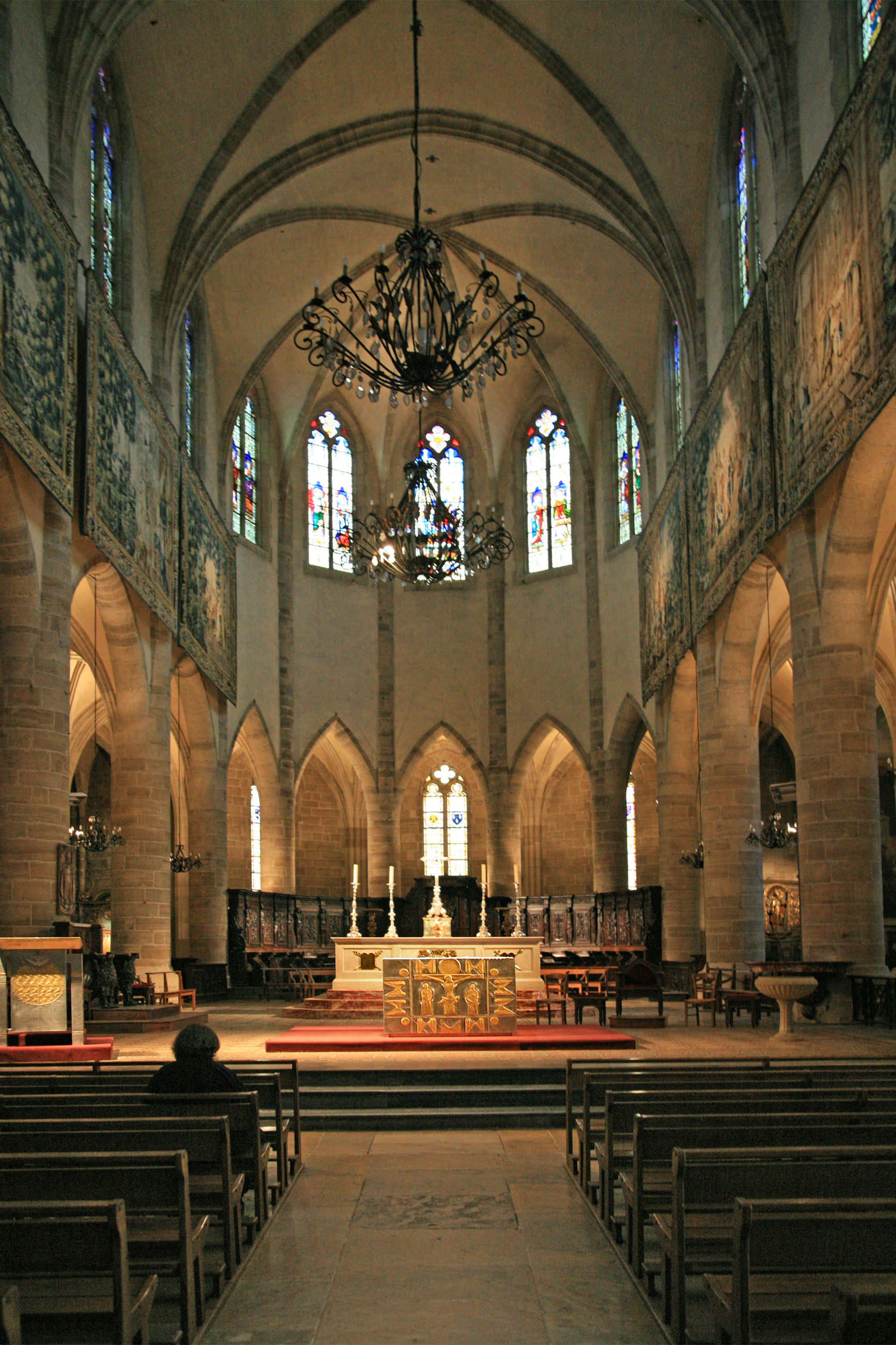
Innenraum

### Abmessungen und Aufbau
Die dreischiffige Basilika wurde im Stil der Gotik gebaut und nach Osten ausgerichtet. Sie besitzt auf einem rechteckigen Grundriss eine Länge von 67 Metern und eine Breite von 30,30 Meter. Davon nimmt das Mittelschiff 12,30 Meter ein, die beiden Seitenschiffe je 4,10 Meter und die vierzehn seitlichen Kapellen bilden zwei jeweils 4,90 Meter breite Reihen. Das auf 22 Rundpfeilern ruhende Gewölbe des Mittelschiffs ragt bis zu 24 Meter auf. Zwischen den Kapellen liegen noch die Durchgänge zum Nord- und Südportal. Die Seitenschiffe gehen in den Chorumgang um die runde Apsis über, von dem die beiden fünfeckigen Kapellen Notre-Dame und Saint-Privat abgehen. Die Kirchtürme haben Höhen von 65 bzw. 84 Metern.
Auf der linken Seite reihen sich vom Portal in Richtung Chor folgende Kapellen aneinander: zunächst die Allerheiligenkapelle, die auch das Tauf-becken enthält und deshalb auch Taufkapelle heißt, dann die Kapelle des Hl. Andreas, gefolgt von der des Hl. Petrus. Nach dem Nordportal, das die Reihe unterbricht, folgen die Kapelle des Hl. Pfarrers von Ars, die auch als Margaretenkapelle bezeichnet wird, dann diejenige der Hl. Anna und schließlich die große Sakristei, welche den Platz einer Doppelkapelle einnimmt, die der Verkündigung an Maria gewidmet war.
Auf der rechten Seite lautet die Reihung der Kapellen vom Portal in Richtung Chor: die Kapelle der Hll. Gervasius und Protasius, Lokalheilige des Gévaudan, dann die des Heiligsten Herzen Jesu, die auch dem Hl. Stephan gewidmet ist, und dann die Hl. Blasius. Anschließend an das Südportal folgen die Kapellen Notre-Dame-de-Lourdes, des hl. Josef, Notre-Dame-du-Sacré-Cœur und diejenigen der Hl. Jeanne d'Arc. Seitlich des Chors befinden sich die beiden fünfeckigen Kapellen der Hl. Maria links und des Hl. Privatus rechts.

### Die Krypten
Unter der Kathedrale existieren mindestens drei Krypten. In der Mitte des Kirchenschiffs, ein wenig nach rechts versetzt, befindet sich die heute Krypta des Hl. Privatus genannte Krypta. Hier hat Bischof Aldebert III. du Tournel 1170 die Reliquien des Heiligen beigesetzt, nachdem beim Graben eines Brunnens im Garten des Bischofspalais der Zugang zu seinem Grab aufgefunden worden war. Vorher war diese Krypta den Hll. Julian und Basilissa gewidmet. Sie wurde frühestens im 12. Jahrhundert mit einem Arkosolium und einem Deckenbaldachin ausgestattet.
Unter dem Chor befindet sich die Krypta der Bischöfe, ihr Zugang ist durch eine Mosaikinschrift in Latein "Sit memoria illorum in benedictione" ("Das Andenken an jene sei gesegnet") gekennzeichnet.  16 Bischöfe von Mende vom 14. bis zum 20. Jahrhundert sind dort beigesetzt, jedoch bei weitem nicht alle. Drei Bischöfe wurden z. B. in der Kirche St-Jean-Baptiste in Chanac beigesetzt, wo das dortige Château Ressouches eine bischöfliche Residenz war. Möglicherweise war es deren eigener Wunsch, möglicherweise wollte man auch den Transport der Leichen nach Mende vermeiden. Zwei weitere Bischöfe, Bompar Virgile und Robert du Bosc († 1375 bzw. 1408), sind zwar in der Kathedrale bestattet, jedoch nicht in der Krypta, sondern in der Marienkapelle links des Chors.
Die dritte Krypta, gewidmet der Hl. Thekla, befindet sich schließlich am Fuß des großen Glockenturms. Sie wurde im 12. Jahrhundert ausgebessert, ihre Erbauung liegt jedoch viel weiter zurück und könnte sogar in gallorömischer Zeit erfolgt sein. Hier wurden unter Aldebert III. du Tournel die Gebeine des Hl. Privatus aufgefunden. Sie besteht aus fünf Einzelstrukturen: jener Krypta, in der der Sarkophag des Privatus gefunden wurde, zwei älteren Krypten, von denen eine zugeschüttet wurde, der von Bischof Aldebert gegrabenen Krypta und der ebenfalls von Aldebert eingerichteten Kapelle der Hl. Lucia.

### Innenraum

#### Kirchenschiff und Chorraum
Das Kirchenschiff der Kathedrale weist die Besonderheit auf, dass es auf der Nordseite aus den Überresten des unter Urban V. im 14. Jahrhundert errichteten Baus besteht, während es sich im Süden um den zu Beginn des 17. Jahrhunderts schmucklos erstellten Wiederaufbau handelt. Die Nordseite, die Mathieu Merle aus Rücksicht auf seine Wohnung im Bischofspalais verschonte, weist Säulen mit prismatischen Rippen auf, was im Süden nicht der Fall ist.
Die Apsis ist von einem Chorumgang umgeben; es gibt weder ein Querschiff noch eine Apsiskapelle. Der Bau endet in den beiden fünfeckigen Kapellen, die sich an seinen Flanken befinden. Im Chor befindet sich nahe beim Chorgestühl der Eingang zur Bischofsgruft.

#### Die Turmkapelle
Unter dem südlichen Glockenturm existiert noch eine weitere Kapelle, die dem Hl. Dominikus, aber ebenso dem Hl. Franziskus und der Hl. Thekla gewidmet ist. Hier befindet sich das Altarretabel des früheren Hochaltars aus dem 17. Jahrhundert mit einer Abbildung der Geheimnisse des Rosenkranz. Außerdem sind hier zwei Reihen geschnitzter und vergoldeter Tafelbilder aus dem frühen 17. Jahrhundert angebracht, die eher naiv gehalten sind und deren ursprünglicher Standort ungewiss ist. Sie waren eine Zeit lang im inzwischen geschlossenen Museum der Kathedrale ausgestellt, wurden restauriert und nun in der Kapelle angebracht. Sie zeigen in der rechten Reihe (mit Blick in die Kapelle) Szenen aus dem Marienleben, links solche aus dem Leben eines heiligen Bischofs.

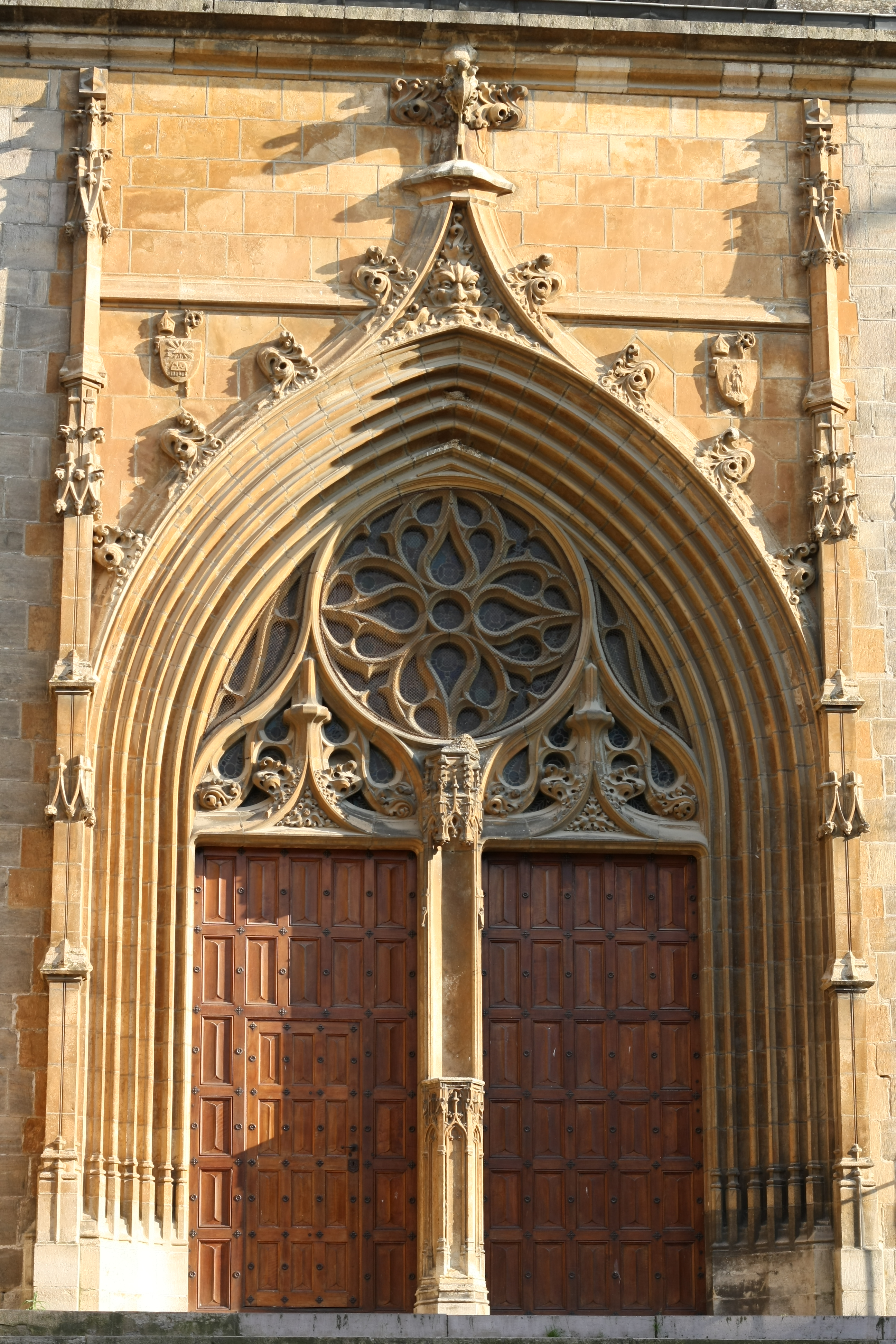
Nordportal der Kathedrale

### Äußere Architektur

#### Das Südportal
Das Südportal öffnet sich heute zur Place Captal hin, früher verband es die Kathedrale mit dem Kreuzgang des Gebäudes der Domkapitulare. Dieses befand sich neben dem Friedhof Saint-Michel. Unter Bischof Julien Costes wurde es zwischen 1876 und 1889 umgestaltet. Daher ist sein Wappen über dem Tympanon zu sehen. Auf dem Mittelpfeiler, der die beiden Türflügel trennt, steht in einer Nische die Figur eines Heiligen, der seinen linken Arm um ein Kind legt.

#### Das Nordportal
Es führt auf die Rue de La Rovère hin zur Präfektur, die an der Stelle des früheren Bischofspalais steht. Hier befand sich in der Vergangenheit ein Torbogen, der von dort den direkten Zugang zur Kathedrale ermöglichte; dieser Weg wurde eröffnet, nachdem das Palais am 20. Mai 1887 durch einen Brand fast vollständig zerstört wurde. Auch das Präfekturgebäude musste am 5. April 1967 bereits einen Brand erleiden. In der Nähe des Nordportals befinden sich noch der Kapitelsaal und die De la Rovère-Kapelle, die außerhalb der eigentlichen Kathedralstruktur liegt. Auch dieses Portal wird durch einen Mittelpfeiler in zwei Flügel geteilt, die Nische am Pfeiler ist jedoch leer. Zwei Bischofswappen sind beiderseits des Bogens zu sehen, links das von Jean-Antoine-Marie Foulquier († 1873) und rechts das seines Nachfolgers Joseph-Frédéric Saivet († 1876). Über dem Scheitel des Spitzbogens bläst ein Boreas den Nordwind durch Mund und Nase, darunter komplettiert eine Rosette das Portal.

#### Das Westportal
Der Portikus wurde zwischen 1896 und 1906 im neugotischen Stil errichtet, um dem Charakter des Gebäudes zu entsprechen. Von dort führt eine breite Treppe zum Vorplatz hinunter, bei deren Erbauung der Zugang zur Thekla-Krypta wiedergefunden wurde, in der die Reliquien des Hl. Privatus entdeckt worden waren. Wie bei den anderen beiden Portalen werden die Flügel durch einen Mittelpfeiler voneinander abgegrenzt, der aber keine Nische für eine Heiligenfigur aufweist. Diese findet sich stattdessen im Tympanon, ist aber leer.
Über dem Portikus dominiert eine Rosette die Westfassade, die im 17. Jahrhundert vom Glasmacher Pierre de Leneville geschaffen wurde. Darüber existiert ein Denkspruch von Ange Peytavin, Pfarrer von Mialanes (heute Le Malzieu-Forain): "Rome épanouie entre ciel et terre. Quel ange est venu te fleurir ? Quelle main te mit face au sanctuaire ? Du roc de chez nous, qui t'as fait jaillir ? Pierre Leneville, Enfant d'Orléans, qui dans notre ville porta son talent." ("Rom erblüht zwischen Himmel und Erde. Welcher Engel kam, um dich erblühen zu lassen ? Welche Hand stellte dich an die Fassade des Heiligtums ? Wer ließ dich aus den Steinen unserer Heimat erstehen ? Pierre Leneville, ein Kind von Orléans, der sein Talent in unsere Stadt trug.")

## Ausstattung der Kirche

### Die Schwarze Madonna
Die schwarze Madonnenstatue, die derzeit in der Marienkapelle links des Chors untergebracht ist, wird im Jahr 1249 erstmals erwähnt und ist Gegenstand großer Verehrung seitens der Einwohner von Mende. Sie wurde wohl anlässlich eines Kreuzzugs im 11. Jahrhundert aus dem Orient nach Mende gebracht. Die Statue ist aus Olivenholz gefertigt und gehört zu einer ganzen Gruppe ähnlicher Madonnenstatuen mit charakteristischer Färbung, die in der Auvergne und im Gévaudan zu finden sind.
Als Mathieu Merle und die Hugenotten 1579 die Kathedrale plünderten, hätte die Statue verschwinden sollen, so wie so viele Schmuckstücke der Kirche verbrannt sind. Eine Legende besagt, eine alte Frau hätte um "diesen alten Holzstumpf" ("cette vieille souche de bois") gebeten, um damit ihr Feuer anzuzünden. Um diese Zeit verlor die Madonnenstatue das Jesuskind, das sie mit Sicherheit getragen hat, und die silbernen Heiligenscheine, die sie trugen. 1793 wurde sie ein zweites Mal vor der Zerstörung gerettet, als die Revolutionäre begannen, den Altar und die Kanzel zu zerstören. Eine Frau soll sie unter ihrem Mantel versteckt haben und derart mit ihr geflohen sein.
Am 15. August 1894 vertauschte sie ihren Platz in der Marienkapelle mit dem auf dem Hochaltar und kehrte erst 1960 wieder dorthin zurück. Nach einem kanonischen Inventar von 1857 wären zwischen ihren Schultern folgende Reliquien vorhanden: "Haare der Jungfrau Maria, Teile ihrer Kleidung und ihres Grabes sowie Fragmente des wahren Kreuzes". Am 15. August 1894 wurde die Marienstatue gekrönt und das 50. Jubiläum dieses Ereignisses war der Anlass für ein großes Fest, zu welchem die Kathedrale prunkvoll dekoriert wurde, obwohl die Stadt zu diesem Zeitpunkt noch von 2.000 deutschen Soldaten besetzt war, die erst am übernächsten Tag abzogen. Am 22. Juni 1950 wurde die Schwarze Madonna zum Monument historique erklärt.

### Die Uhr
Die Uhr der Kathedrale befindet sich auf der obersten Galerie des großen Glockenturms. Schlag- und Uhrwerk wurden am 30. November 1989 zum Monument historique erklärt. Um 1429 war bereits eine öffentliche Uhr in der Kathedrale installiert. Ihr Zweck war, durch ihren Schlag die Arbeitsstunden der Stadtbevölkerung zu regeln. Diese Uhr verschwand während der Plünderung durch Mathieu Merle. Sie wurde 1598 durch eine neue Uhr, ein Geschenk von Heinrich IV., ersetzt. 1666 als funktionsuntüchtig angesehen, wurde sie jedoch wenig später repariert und war bis zum 3. September 1784 in Betrieb.
Damals schlug ein Blitz in den großen Glockenturm ein und zerstörte die Uhr. Obwohl diese nicht wieder in Funktion gesetzt wurde, wurde der Mechanismus des Uhrwerks weiter gewartet. Im November 1879 installierte die Gemeinde Mende eine neue Uhr, die nun wieder die Stunden in der Stadt schlug. Das Uhrwerk aus dem Jahr 1598 hat einen Durchmesser von 1,20 Metern, eine Höhe von 0,62 Metern und ein Gewicht von 600 Kilogramm; es ist mit dem Wappen der Stadt Mende verziert: "Auf blauem Grund der Großbuchstabe M in Gold, darüber eine Strahlensonne, ebenfalls in Gold."

### Die Glocken
Wenn auch die Stadt Mende die berühmte "Non-Pareille" nicht bewahren konnte, besitzt die Kathedrale heute dennoch zahlreiche Glocken. Es sind genau 10 Stück, von denen 9 frei schwingen, die sich alle im großen Glockenturm befinden, wobei die zehnte als Schlagglocke für das Uhrwerk dient. Sie wurde 1598 gegossen und auf den Ton e3 gestimmt. Acht der anderen Glocken konnten 1846 in der Folge einer Spendensammlung beschafft werden, die Bischof Claude Brulley de La Brunière initiiert hatte. Sie wurden in Avignon bei Pierre Pierron gegossen. 2000 kam die letzte Glocke hinzu, die noch nicht ausgerüstet ist, um frei zu schwingen. Alle Glocken sind auf die Tonleiter d-Moll gestimmt und gegenüber dem Rest des Gebäudes durch Schallschutzwände isoliert. Hier sind ihre Details:
| Name               | Gewicht in kg | Ton  |
| ------------------ | ------------- | ---- |
| Marie-Josèphe      | 2 481         | c3   |
| Pierre-Privat      | 1 729         | d3   |
| Gervais-et-Protais | 1 187         | dis3 |
| Odilon-Sébastien   | 948           | f3   |
| Félix-Adélaïde     | 614           | g3   |
| Louis-Julie        | 499           | a3   |
| Augustin-Sophie    | 412           | ais3 |
| François-Anne      | 323           | h3   |
| Guillaume-Mélanie  | 275           | c4   |
| Nouvelle cloche    | 222           | d4   |

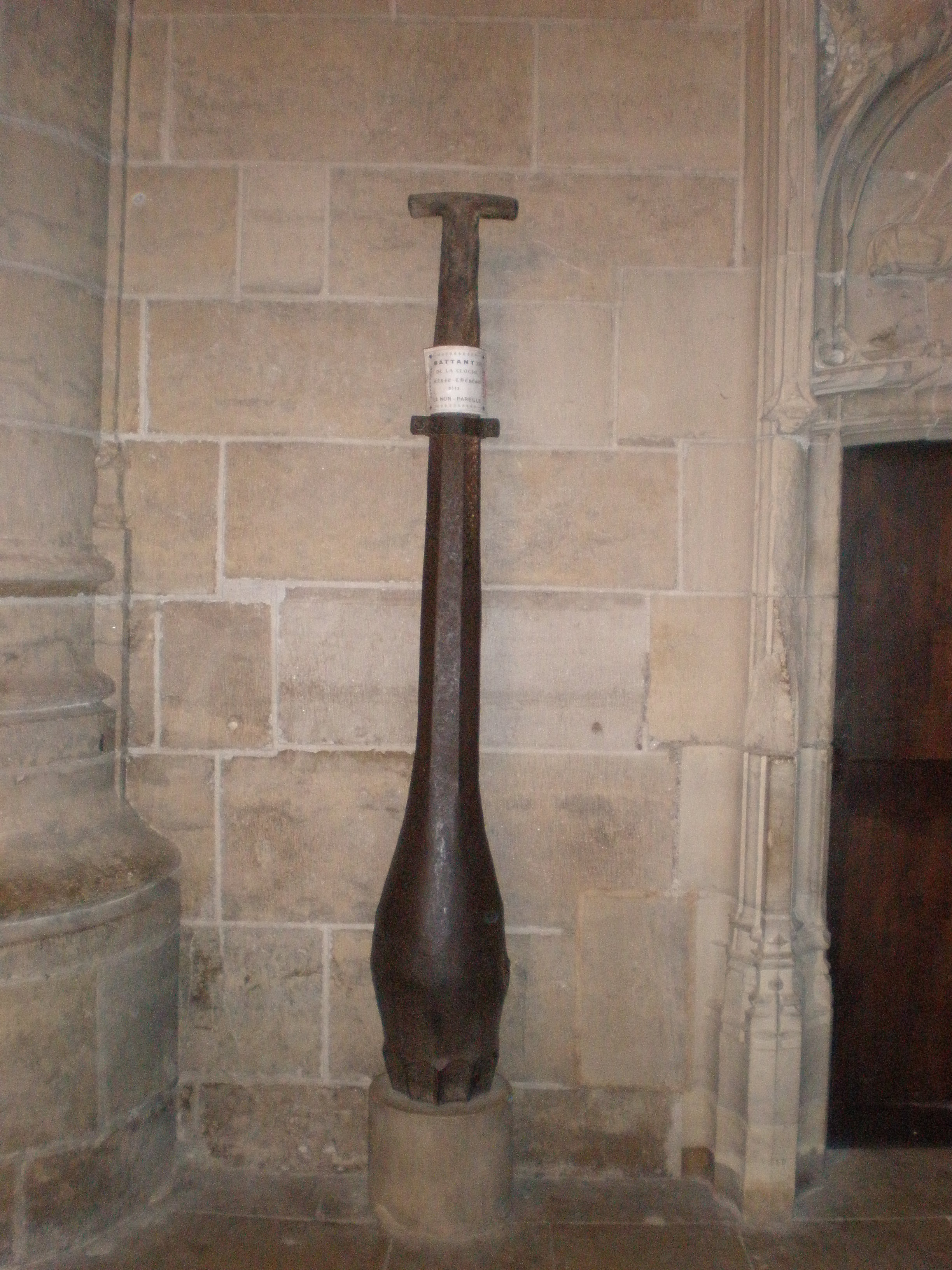
Klöppel der "Non-Pareille", Höhe 2,20 m, Gewicht 450 kg

Unter dem Namen der Glocken findet man Heilige, die in der Diözese Mende sehr verehrt werden, wie Privatus, Gervasius und Protasius. Der Name "Augustin-Sophie" ist aber ein besonderer. Patin dieser Glocke war Marie-Sophie de Lamartine, die Schwester des Dichters und Politikers Alphonse de Lamartine. Verheiratet mit Édouard du Pont, 4. Marquis von Ligonnès, war sie die Mutter von Charles du Pont de Ligonnès. der Bischof von Rodez war und in Mende das Priesterseminar begründete, das bis 1967 in Funktion war.
Als Andenken an die Glocke "Non-Pareille" ist nur der Klöppel erhalten, da diese durch die Truppen von Mathieu Merle eingeschmolzen wurde. Sie wog angeblich 25 t und war zur Zeit ihrer Entstehung "die größte Glocke der Christenheit". Nach der Fertigstellung der Glockentürme ließ der damalige Bischof François de La Rovère bereits mehrere Glocken aus Clermont-Ferrand oder aus Lyon kommen. Zu seinen Aufträgen gehörte die Glocke "François" von beeindruckenden Ausmaßen, bekannt als "Non-Pareille". Dazu wurden vom Lyoner Bischof Franz II. de Rohan im Oktober 1516 600 Zentner Metall geschickt, für dessen Transport vom Ufer der Rhone zu dem des Lot 180 Maultiere benötigt wurden. Währenddessen wurde der Klöppel aus La Levade im Département Gard angeliefert. Die Überlieferung berichtet, dass der weiße Esel, der ihn trug, in der Vorstadt Saint-Jean vor Erschöpfung gestorben sein soll. Nachdem das Metall in Mende angekommen war, wurde die Glocke vor Ort in der Kathedrale gegossen, und zwar in der heutigen Turmkapelle, die dem Hl. Dominikus gewidmet ist. Die besondere Form des Gewölbes, unterbrochen von einem Kreis mit einem Durchmesser von etwa 4 Metern, zeigt noch heute den Durchbruch für ihre Aufhängung im Turm an.
Der Klöppel, der noch heute zu sehen ist, besitzt einen Höhe von 2,20 m, einen Umfang an der Anschlagstelle von 1,10 m und ein Gewicht von 450 kg. Zum Vergleich wiegt der Klöppel der Petersglocke im Kölner Dom 700 kg, die Glocke selbst 24 Tonnen. Nach Berechnungen von Dr. Billon wog die "Non-Pareille" etwas mehr als 10 Tonnen und hatte einen Durchmesser von 2,30 m. Die Dimensionen des Glockenturms würden die im Laufe der Jahrhunderte kursierenden, übertriebenen Maße von 2,75 m Höhe, 3,25 m Durchmesser und 25 Tonnen Gewicht verbieten.
Da man ihren Klang in einem Umkreis von 16 km hören konnte, bedeutet dies, dass sie sowohl auf dem Plateau des Palais du Roy als im Tal des Lot bis nach Chanac zu hören war, wo sich die Sommerresidenz der Bischöfe befand.

### Der Hochaltar
Vom Hochaltar, der 1825 aus weißem Marmor errichtet worden war, sind nur wenige Reste erhalten geblieben, vor allem der Sockel mit seinen Goldverzierungen. Sein Aufsatz enthielt Reliquien der Heiligen Privatus und Hilarius, die beide als frühe Bischöfe des Gévaudan gelten. Das Ensemble wurde am 12. September 1971 auf Anordnung von Bischof Léon Soulier entfernt.
Der neue Volksaltar und der Ambo sind das Werk des Bildhauers Philippe Kaeppelin (* 22.10.1918, † 7. Juli 2011) und stammen von 1989. Dieser Altar ist mit vier Szenen aus vergoldetem Zinn geschmückt, die die Kreuzigung Christi, Christus im Grab, die Auferstehung aus dem Grab und den Hl. Privatus mit Mitra und Bischofskreuz zeigen.

### Die Kanzel
Die Kanzel aus Walnussholz, die heute im Dom steht, stammt aus dem frühen 20. Jahrhundert. Die komplett aus Stein gehauene alte Kanzel hat sich nicht erhalten. Die jetzige Kanzel wurde am 28. Februar 1904 von Bischof Bouquet eingeweiht, der von 1901 bis 1906 Bischof von Mende war. Sein Wappen ist auf der Rückseite unterhalb des Schalldeckels zu sehen. An beiden Seiten führen hölzerne Treppen zur Kanzel hinauf, an denen die vier Evangelisten, begleitet von ihren jeweiligen Symbolfiguren, abgebildet sind.

Der monumentale Schalldeckel ist eine Wiedergabe des großen Glockenturms der Kathedrale. Er wurde vom aus Mende stammenden Holzschnitzer Garnier angefertigt, seine Skulpturen wurden von Léon und Odilon Pagès, ebenfalls aus Mende, gestaltet. Der Aufbau der Kanzel folgt auf Anordnung des seinerzeitigen Erzdiakons der Diözese, Léon Laurens, derjenigen von Notre-Dame in Paris.

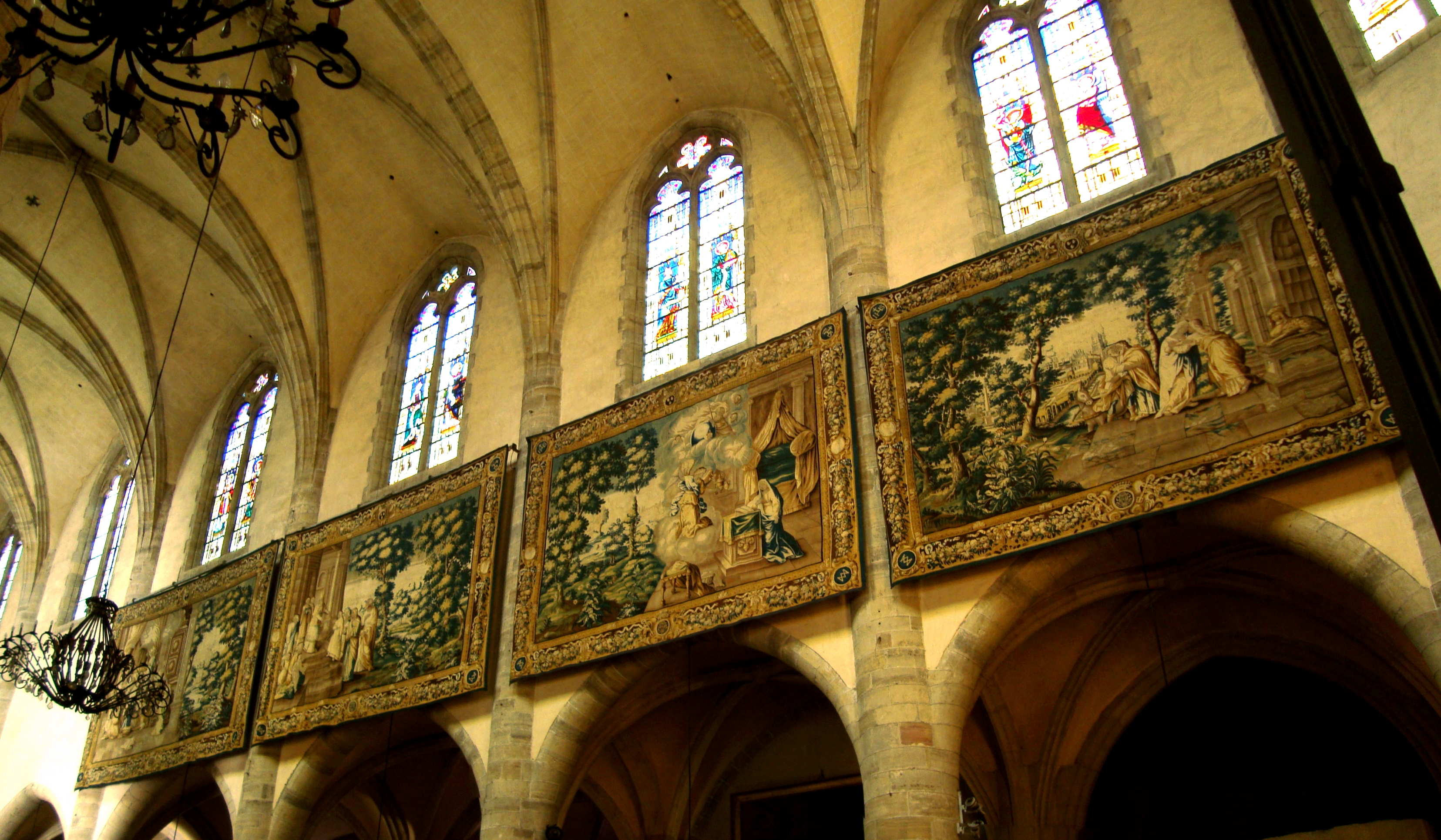
Aubusson-Wandteppiche von 1708

### Die Tapisserien
Der Schmuck der Kathedrale mit Tapisserien reicht weit zurück. Schon Papst Urban V. stiftete der Kathedrale zahlreiche Teppiche, die während der Kreuzzüge erbeutet worden waren. Auch der Auftraggeber der Orgel, Bischof Sylvestre de Crusy de Marcilhac, stiftete der Kirche mehrere Tapisserien, welche verloren gingen. Erhalten geblieben sind jedoch die acht Aubusson-Tapisserien aus dem frühen 18. Jahrhundert, die Bischof François-Placide de Piencourt in Auftrag gab und die 1708 geliefert wurden. Die Abmessungen sind 6,40 m in der Breite und 4,60 m in der Höhe. Die Tapisserien erzählen Szenen aus dem Leben der Jungfrau Maria:
1. Mariä Geburt: Diese Tapisserie zeigt Maria kurz nach ihrer Geburt mit ihren legendären Eltern Joachim und Anna. Sieben weitere Personen sind auf dem Wandteppich abgebildet.
2. Darstellung Mariens im Tempel: Dieser Teppich hängt gegenüber der Darstellung Jesu, ihres Sohnes. Die Szene ist ebenso wie die vorhergehende nicht Teil der Evangelien, sondern der Apokryphen und der Volksüberlieferung. Maria betritt, gefolgt von ihren Eltern, den Tempel oberhalb von Jerusalem, das im Hintergrund zu sehen ist.
3. Die Verkündigung des Herrn: Diese Tapisserie bezieht sich auf das Lukasevangelium (Kap. 1, 26-38). Der Erzengel Gabriel erscheint der knienden Maria.
4. Mariä Heimsuchung: Die Darstellung des Besuchs bei Elisabet ist ebenfalls vom Lukasevangelium inspiriert (Kap. 1, 39-45).
5. Die Geburt Jesu in Bethlehem und die Anbetung der Hirten: Wiederum bezieht sich die Szene auf das Lukasevangelium (Kap. 2, 6-19). Maria, umgeben von Ochse und Esel, hält das Kind auf ihren Knien. Zu ihrer Linken gibt Josef den Hirten das Zeichen, näher heranzukommen. Diese fallen vor der Heiligen Familie auf die Knie. Im Hintergrund erkennt man drei weitere Hirten mit ihren Schafen, ein Engel sieht auf sie herunter und sie heben die Arme in dessen Richtung.
6. Die Anbetung der Hl. Drei Könige: Hier wird auf das Matthäusevangelium (Kap. 2, 9-11) Bezug genommen. Diese Szene folgt unmittelbar auf die Anbetung durch die Hirten. Maria hält weiterhin das Kind auf ihren Knien, das den Arm zu den Besuchern hin ausstreckt. Einer der drei Könige ist niedergekniet und bietet Jesus sein Geschenk an. Die anderen beiden verharren dahinter, angetan mit ihren kostbaren Roben.
7. Darstellung Jesu im Tempel: Diese Szene findet sich wiederum im Lukasevangelium (Kap. 2, 22-38).
8. Mariä Aufnahme in den Himmel: Die Apostel, teilweise kniend, teilweise stehend, sind während der Himmelfahrt Mariens um das Grab der Jungfrau versammelt.

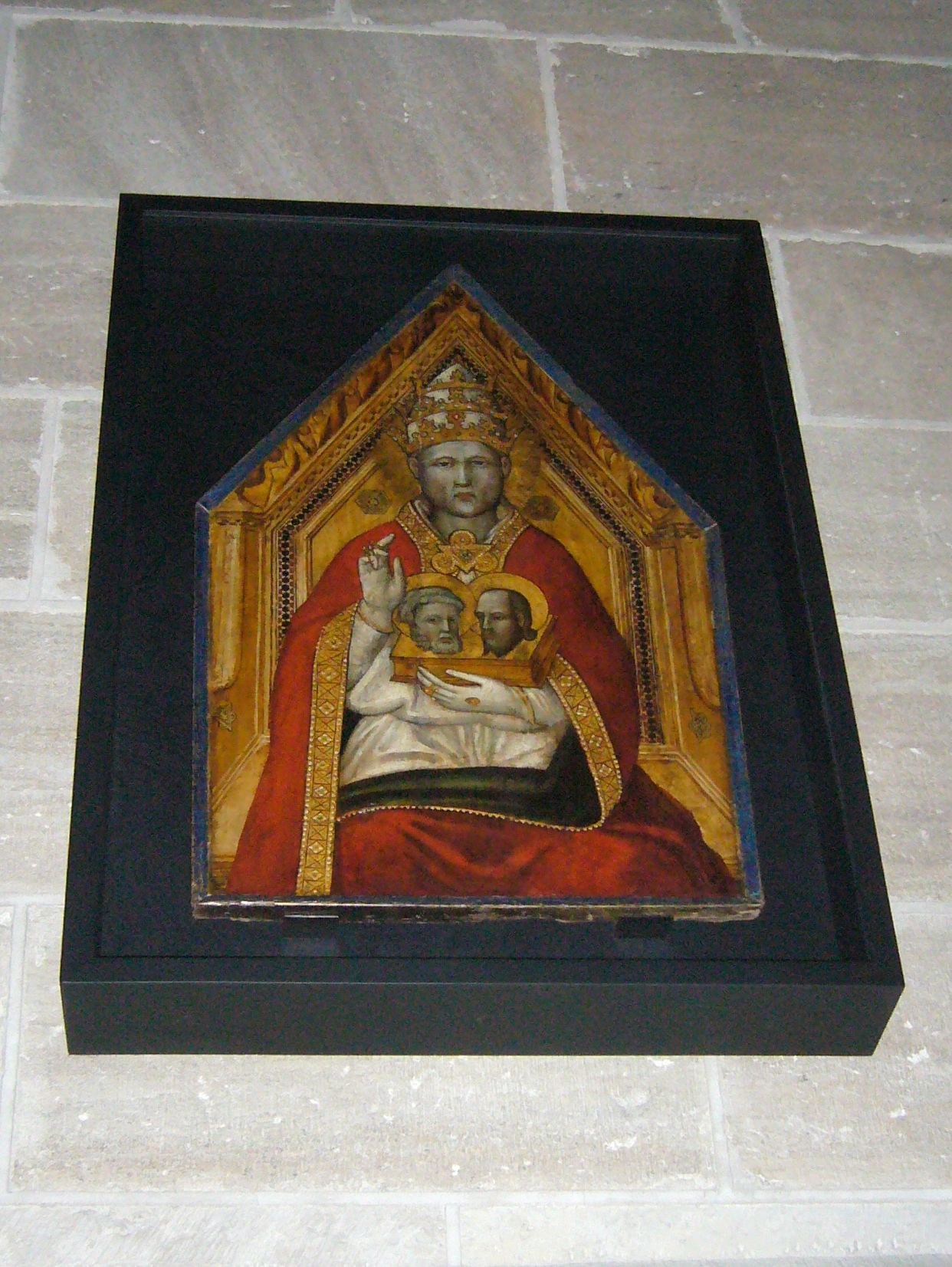
Tafelbild Papst Urban V. in der Kapelle des Hl. Privatus (14. Jahrhundert)

### Die Tafelbilder
In der Kathedrale befinden sich mehrere Tafelbilder auf Holz, die die unterschiedlichen Kapellen schmücken. Das älteste davon ist ein Porträt von Papst Urban V., das kurz nach seinem Tod im Jahre 1370 gemalt wurde. Zur Feier seines 700. Geburtstags im Oktober 2009 schenkte die Diözese Mende dieses Porträt dem französischen Staat, worauf es nun in der Kapelle des Hl. Privatus ausgestellt ist. Diese Kapelle hat bereits insofern einen Bezug zu Papst Urban V., als der Schlussstein des Gewölbes mit einem gemeißelten Porträt dieses Papstes geschmückt ist.
Andere Bilder zeigen das Martyrium des Hl. Andreas, die Auferweckung des Lazarus, verschiedene Darstellungen von Mariä Himmelfahrt oder Heiligenporträts, z. B. Josef, Dominikus, Gervasius und Protasius. Die Kopie der Agonie Christi am Ölberg hat ein Werk des 19. Jahrhunderts von Giovanna Gastona Forzoni zum Vorbild. Dieses befindet sich in der Chiesa della Misericordia in der toskanischen Stadt Volterra, der Partnerstadt von Mende.

## Orgel
Es hat schon mehrere Vorgängerorgeln in der Kathedrale gegeben, da die États du Gévaudan bereits 1381 über ein Budget von 21 Florin zu ihrem Unterhalt abgestimmt haben. 1463 wurden diese ersetzt und 1518 wurde beim Orgelbauer Rodille ein neues Instrument angeschafft, dessen Rechnung über 100 Écus in Gold in den Archiven des Domkapitels zu finden ist. Sie wurde jedoch ebenfalls durch Merles Truppen zerstört.
Die heutige große Orgel wurde im Auftrag von Bischof Sylvestre de Crusy de Marcilhac 1653–1655 von dem Orgelbauer André Eustache (Marseille) erbaut; das Orgelgehäuse im Renaissancestil wurde von Jean Tiran entworfen und von Christophe Noiratte und Antoine Cabizel gebaut. Der Orgelprospekt wird vor der Rosette von zwei Bischofsstatuen gekrönt, die die Hll. Privatus und Hilarius darstellen. Während der französischen Revolution sollte das Instrument verbrannt werden, doch gelang es dem Organisten Antoine Sauvage die Orgel zu retten, indem er darauf die Marseillaise spielte. Das Instrument wurde im Laufe der Zeit mehrfach überarbeitet und restauriert, z. B. 1824 bis 1828, zuletzt 1986/87 von den Orgelbauern Jean-Georges und Yves Koenig. Es hat 35 Register auf drei Manualen und Pedal und steht unter Denkmalschutz.
| I Positif C–f3   |        |
| Bourdon          | 8′     |
| Montre           | 4'     |
| Nazard           | 2 ⁄3'  |
| Doublette        | 2'     |
| Tierce           | 1 3⁄5' |
| Fourniture III 0 |        |
| Cornet III       |        |
| Trompette        | 8'     |
| Cromorne         | 8'     |

| II Grand-Orgue C–f3 |         |
| Bourdon             | 16'     |
| Bourdon             | 08'     |
| Montre              | 08'     |
| Dessus de Flûte     | 08'     |
| Prestant            | 04'     |
| Flûte               | 04'     |
| Nazard              | 01 3⁄5' |
| Doublette           | 02'     |
| Tierce              | 01 3⁄5' |
| Fourniture V 0      |         |
| Cornet V            |         |

| (Fortsetzung)        |     |
| Dessus de Bombarde 0 | 16' |
| 1re Trompette        | 08' |
| 2e Trompette         | 08' |
| Voix humaine         | 08' |
| Clairon              | 04' |

| III Récit g0–f3 |    |
| Bourdon         | 8' |
| Flûte           | 8' |
| Prestant        | 4' |
| Cornet IV 0     |    |
| Hautbois        | 8' |

| Pédale C–d1 |     |
| Flûte       | 08' |
| Flûte       | 04' |
| Bombarde 0  | 16' |
| Trompette   | 08' |
| Clairon     | 04' |

## Sonstiges
In der Kathedrale von Mende hatte Alfred Döblin, der sich 1940 auf der Flucht vor der in Frankreich einmarschierenden deutschen Wehrmacht wochenlang in einem Barackenlager bei Mende aufhielt, vor einem Kruzifix ein Erweckungserlebnis, das nach seiner Ankunft in Amerika zu seiner Konversion zum katholischen Glauben führte.